# Black Ice (album)
Pour les articles homonymes, voir Black Ice.
Albums de AC/DC
Stiff Upper Lip
(2000) Backtracks
(2009)
Singles
1. Rock 'N Roll Train
Sortie : 28 août 2008
2. Big Jack
Sortie : 19 décembre 2008
3. Anything Goes
Sortie : 25 février 2009
4. Money Made
Sortie : 5 juillet 2009

Black Ice est le 14e album studio du groupe de hard rock AC/DC sorti en octobre 2008.
Cet album est le second album le plus vendu en 2008 et s'est classé no 1 dans 29 pays. Depuis mai 2009, les ventes ont dépassé les 7,2 millions d'exemplaires. Il succède à Stiff Upper Lip, sorti plus de 8 ans et demi auparavant (ce qui est à ce jour le plus gros écart entre deux albums d'AC/DC), en février 2000.

## Historique
AC/DC a commencé à travailler sur l'album en janvier 2006 mais la sortie de l'album fut retardée à cause d'une blessure du bassiste Cliff Williams et un changement de label (ils sont passés de Epic Records à Columbia Records). Black Ice fut enregistré dans le même studio que l'album précédent (Stiff Upper Lip), The Warehouse Studio, situé à Vancouver au Canada.

## Liste des pistes
Toutes les chansons ont été écrites par Angus et Malcolm Young.
1. Rock 'N Roll Train (4:22)
2. Skies on Fire (3:34)
3. Big Jack (3:57)
4. Anything Goes (3:22)
5. War Machine (3:10)
6. Smash 'N Grab (4:06)
7. Spoilin' for a Fight (3:18)
8. Wheels (3:28)
9. Decibel (3:34)
10. Stormy May Day (3:10)
11. She Likes Rock 'N Roll (3:53)
12. Money Made (4:15)
13. Rock 'N Roll Dream (4:41)
14. Rocking All the Way (3:22)
15. Black Ice (3:25)

## Formation
- Brian Johnson : Chant
- Angus Young : Guitare solo
- Malcolm Young : Guitare rythmique
- Cliff Williams : Basse
- Phil Rudd : Batterie

Production
- Brendan O'Brien : producteur
- Mike Fraser : ingénieur du son, mixage
  - Eric Mosher : ingénieur assistant
  - Billy Bowers : ingénieur additionnel
- George Marino : mastering

## Singles
- Le tournage du clip du premier single Rock 'N Roll Train a eu lieu le 15 août 2008 à Londres. Le single n'était pas disponible en CD, mais, à la surprise des fans, disponible en vinyle 45T. Celui-ci est sorti un peu partout sans une réelle date officielle. Le single est disponible depuis le 28 août 2008 sur le compte MySpace du groupe et sur les radios. Le clip est disponible depuis le 19 septembre 2008. La face B du single était War Machine. Cette dernière fut récompensée d'un Grammy Award en 2010 dans la catégorie Meilleure Performance Hard Rock de l'Année[11].
- Le second single, Big Jack est sorti le 18 décembre 2008. Il n'y a pas eu de clip pour ce single.
- Anything Goes est le troisième extrait de l'album. Il a fait l'objet d'un clip en février 2009 (le tournage a eu lieu le 27 février 2009 au Palais omnisports de Paris-Bercy en début d'après-midi et le soir lors du concert) et sa face B est Big Jack[12].

## Utilisation dans les médias
- La World Wrestling Entertainment a utilisé deux des chansons de l'album comme thèmes officiels : le titre Spoilin for a Fight fut la chanson officielle des Survivor Series 2008 et le titre War Machine fut une des deux chansons officielles (l'autre étant Shoot to Thrill, une autre chanson d'AC/DC sortie sur l'album Back in Black) de WrestleMania XXV.
- Aux Grammy Awards, la chanson War Machine a gagné dans la section "meilleure interprétation hard rock".
L'album quant à lui a été nommé dans la section "meilleur album de rock", dans laquelle ce fut finalement l'album 21st Century Breakdown du groupe de pop punk Green Day qui gagna.
- War Machine est repris dans la bande originale du film Iron Man 2.

## Classements hebdomadaires et certifications

### Album
Classements
| Pays                                  | Durée du classement | Meilleur classement | Date              |
| ------------------------------------- | ------------------- | ------------------- | ----------------- |
| Allemagne (GfK Entertainment)         | 55 semaines         | 1er                 | 31 octobre 2008   |
| Australie (ARIA Charts)               | 38 semaines         | 1er                 | 2 novembre 2008   |
| Autriche (Ö3 Austria Top 40)          | 71 semaines         | 1er                 | 30 octobre 2008   |
| Belgique (V) (Ultratop)               | 47 semaines         | 1er                 | 25 octobre 2008   |
| Belgique (W) (Ultratop)               | 50 semaines         | 1er                 | 1er novembre 2008 |
| Canada (Canadian Albums Chart)        | 15 semaines         | 1er                 | 8 novembre 2008   |
| Danemark (Tracklisten)                | 36 semaines         | 1er                 | 31 octobre 2008   |
| Écosse (Scottish Album Chart)         | 31 semaines         | 1er                 | 26 octobre 2008   |
| Espagne (Promusicae )                 | 65 semaines         | 1er                 | 26 octobre 2008   |
| États-Unis (Billboard 200)            | 35 semaines         | 1er                 | 8 novembre 2008   |
| États-Unis (Top Hard Rock Albums)     | 27 semaines         | 1er                 | 8 novembre 2008   |
| États-Unis (Top Rock Albums)          | 17 semaines         | 1er                 | 8 novembre 2008   |
| Finlande (Suomen virallinen lista)    | 35 semaines         | 1er                 | 20 octobre 2008   |
| France (SNEP)                         | 79 semaines         | 1er                 | 25 octobre 2008   |
| Irlande (IRMA)                        | 19 semaines         | 1er                 | 23 octobre 2008   |
| Italie (FIMI)                         | 43 semaines         | 1er                 | 23 octobre 2008   |
| Norvège (VG-lista)                    | 21 semaines         | 1er                 | 27 octobre 2008   |
| Nouvelle-Zélande (RMNZ Albums Top40)  | 28 semaines         | 1er                 | 27 octobre 2008   |
| Pays-Bas (MegaCharts)                 | 46 semaines         | 3e                  | 25 octobre 2008   |
| Portugal (AFP)                        | 15 semaines         | 2e                  | 27 octobre 2008   |
| Royaume-Uni (UK Albums Chart)         | 25 semaines         | 1er                 | 26 octobre 2008   |
| Royaume-Uni (UK Rock and Metal Chart) | 60 semaines         | 1er                 | 26 octobre 2008   |
| Suède (Sverigetopplistan)             | 32 semaines         | 1er                 | 23 octobre 2008   |
| Suisse (Schweizer Hitparade)          | 46 semaines         | 1er                 | 2 novembre 2008   |

Certifications
| Pays                       | Certification | Ventes      | Date              |
| -------------------------- | ------------- | ----------- | ----------------- |
| Allemagne (BVMI)           | 5 × Platine   | 1 000 000 + | 2009              |
| Argentine (CAPIF)          | 2 × Platine   | 80 000 +    | 1er novembre 2008 |
| Australie (ARIA)           | 5 × Platine   | 350 000 +   | 16 janvier 2009   |
| Autriche (IFPI Austria)    | 3 × Platine   | 60 000 +    | 13 mai 2009       |
| Belgique (Ultratop)        | 2 × Platine   | 80 000 +    | 27 février 2009   |
| Brésil (Pro-Música Brasil) | 2 × Platine   | 160 000 +   | 2009              |
| Canada (MC)                | 5 × Platine   | 500 000 +   | 10 novembre 2008  |
| Danemark (IFPI Danmark)    | 4 × Platine   | 80 000 +    | 30 août 2022      |
| Espagne (Promusicae )      | Platine       | 40 000 +    | 15 décembre 2008  |
| États-Unis (RIAA)          | 2 × Platine   | 2 000 000 + | 20 novembre 2008  |
| Finlande (IFPI Finland)    | 2 × Platine   | 49 660 +    | 2008              |
| France (SNEP)              | 2 × Platine   | 200 000 +   | 17 décembre 2008  |
| Grèce (IFPI Grèce)         | Or            | 10 000 +    | 23 février 2009   |
| Hongrie (Hivatalos Magyar) | 2 × Platine   | 20 000      | 2009              |
| Irlande (IRMA)             | 2 × Platine   | 15 000 +    | 2008              |
| Italie (FIMI)              | Or            | 30 000 +    | 2010              |
| Nouvelle-Zélande (RMNZ)    | 2 × Platine   | 30 000 +    | 22 décembre 2008  |
| Pays-Bas (NVPI)            | Platine       | 60 000 +    | 2009              |
| Pologne (ZPAV)             | Platine       | 20 000 +    | 11 février 2009   |
| Portugal (AFP)             | Or            | 10 000 +    | 16 mars 2009      |
| Royaume-Uni (BPI)          | Platine       | 100 000 +   | 21 novembre 2008  |
| Suède (Sverigetopplistan)  | 2 × Platine   | 80 000 +    | 2009              |
| Suisse (IFPI Suisse)       | 4 × Platine   | 120 000 +   | 2009              |

### Singles
| Single            | Chart                    | Durée du classement | Position | Date             |
| ----------------- | ------------------------ | ------------------- | -------- | ---------------- |
| Rock N Roll Train | (Mainstream Rock Tracks) | 25 semaines         | 1er      | 29 novembre 2008 |
| Rock N Roll Train | (Canadian Hot 100)       | 19 semaines         | 45e      | 11 octobre 2008  |
| Bick Jack         | (Mainstream Rock Tracks) | 19 semaines         | 10e      | 21 mars 2009     |
| Bick Jack         | (Canadian Hot 100)       | 8 semaines          | 83e      | 7 mars 2009      |
| Anything Goes     | (Mainstream Rock Tracks) | 6 semaines          | 34e      | 20 juin 2009     |